# Aduna
Aduna és un municipi de Guipúscoa, de la comarca de Tolosaldea.

## Demografia
| 1900 | 1910 | 1920 | 1930 | 1940 | 1950 | 1960 | 1970 | 1981 | 1991 | 2000 | 2005 |
| ---- | ---- | ---- | ---- | ---- | ---- | ---- | ---- | ---- | ---- | ---- | ---- |
| 391  | 326  | 370  | 461  | 429  | 498  | 480  | 446  | 359  | 296  | 311  | 352  |

## Història
Aduna sent encara un llogaret va decidir unir-se a Tolosa en 1386, acollint-se al fur d'aquesta pel que fa a béns i persones, però conservant l'administració de les seves rendes i el gaudi de les seves forests. Aduna es va comprometre a contribuir amb Tolosa en les despeses d'interès comú i precisament per aquesta clàusula va començar un plet que va perdre Aduna, pel que se separa de Tolosa. En l'any 1450 s'agrega a Sant Sebastià, després d'haver romàs amb Tolosa uns 60 anys. Aquests vaivens van originar forts frecs entre Sant Sebastià i Tolosa, ja que ambdues al·legaven el dret a la possessió d'Aduna. Després de 25 anys de plet, va finalitzar la lluita i en 1478 Aduna fou adherida al veïnatge de Sant Sebastià a pesar de la gairebé doblegar-se la distància entre Aduna i Sant Sebastià respecte de la qual separava a Aduna de Tolosa. I així romandria fins al segle xix, període en el qual va obtenir l'autonomia municipal, l'any 1883. El 7 de juny de 1968 es va produir en Aduna la primera execució realitzada per ETA en la seva història. L'atemptat d'Aduna es va produir quan el cotxe en el qual viatjaven dos membres d'ETA, l'històric dirigent Txabi Etxebarrieta i Iñaki Sarasketa, va ser detingut per la Guàrdia Civil en un control de carretera a l'altura d'Aduna. Tement que fossin descoberts, Txabi Etxebarrieta va descendir del cotxe disparant al guàrdia civil José Pardines Arcay. Aquest mateix dia Etxebarrieta seria assassinat per la policia en Tolosa.

## Economia
Si bé el poble manté gairebé intacta la seva empremta rural, les parts més baixes del municipi, situades a la vora del riu Oria estan ocupades per una dotzena d'empreses distribuïdes en diversos polígons industrials. Es tracta d'empreses petites, superant només una d'elles els 100 treballadors (l'empresa Unipapel dedicada a la transformació de paper), però la suma de totes elles fa que en Aduna el nombre de llocs de treball industrials existents en el municipi sigui superior al nombre d'habitants censats. Aquest fet contribuïx que en els indicadors econòmics, Aduna figuri com un municipi amb una alta renda per capita. Aquesta implantació industrial es deu a la situació estratègica d'Aduna al costat d'un important nus de comunicacions en el qual confluïxen l'autovia A-1 (Madrid-Irun) amb l'Autovia que uneix Guipúscoa amb Navarra, a més d'estar Aduna situada a escassa distància d'importants poblacions i amb certa extensió de terreny pla a la vora del riu. Fins fa alguns anys s'explotaven també unes mines de guix en Aduna. Una vegada tancades les mines, aquestes s'utilitzen com dipòsit de residus industrials. Pràcticament no hi ha establiments comercials en el poble, però si uns quants establiments hostalers, incloent-hi 2 bars, 3 sidreries, un restaurant, un alberg i una casa d'agroturisme.

## Administració
En les últimes eleccions autonòmiques celebrades el 2005, el partit més votat va ser el comunista i independentista EHAK amb el 48,9% dels vots, seguit de la coalició regionalista PNB-EA que va obtenir un 38,5% i el partit polític Aralar amb un 9%. L'ajuntament està des de 2003 en mans de l'agrupació local independent Adunako Elkarte Herritarra (agrupació popular d'Aduna), sent l'alcaldessa Arantza Aburuza Alkorta. En les passades eleccions municipals de 2007, dos partits es van presentar candidats a l'ajuntament del municipi. El Partit polític EAE-ANV i Pàg. Els resultats van ser els següents: 
- Eusko Abertzale Ekintza - Acció Nacionalista Basca : 159 vots (7 escons)
- Partit Popular : 1 vot (0 escons)

Això va donar com a resultat la victòria de l'esquerra abertzale amb majoria absoluta, sent de nou alcaldessa Arantza Aburuza Alkorta. El Partit Popular es va quedar molt lluny d'assolir representació en l'ajuntament, ja que va rebre un únic vot en tota la localitat.

## Persones il·lustres
- Paco Ibáñez (1934-): Cantautor. Nascut a València, però passà part de la seva infantesa a Aduna, d'on era la família de la mare.
- Juan Kruz Igerabide (1956-): escriptor en basc.
- José Martín Mendizábal (1942) y José María Mendizábal (1947), respectivament Mendizábal I i Mendizábal II, esportistes bascos